# Ісаєнки
Іса́єнки (рос. Исаенки, марій. Исай) — присілок у складі Сернурського району Марій Ел, Росія. Входить до складу Сернурського міського поселення.

## Населення
Населення — 21 особа (2010; 23 у 2002).
Національний склад (станом на 2002 рік):
- марі — 91 %